# Паредиш-ди-Кора
Паре́диш-ди-Ко́ра (порт. Paredes de Coura; [pɐ'ɾedɨʃ dɨ 'ko(u)ɾɐ]) — посёлок городского типа в Португалии, центр одноимённого муниципалитета в составе округа Виана-ду-Каштелу. По старому административному делению входил в провинцию Минью. Входит в экономико-статистический субрегион Минью-Лима, который входит в Северный регион. Численность населения — 1,5 тыс. жителей (посёлок), 9,6 тыс. жителей (муниципалитет). Занимает площадь 138,02 км².
Покровителем посёлка считается Дева Мария.
Праздник посёлка — 10 августа.

## Расположение
Посёлок расположен в 32 км на северо-восток от адм. центра округа города Виана-ду-Каштелу на берегу реки Кора.
Муниципалитет граничит:
- на севере — муниципалитет Валенса, Монсан
- на востоке — муниципалитет Аркуш-де-Валдевеш
- на юге — муниципалитет Понте-де-Лима
- на западе — муниципалитет Вила-Нова-де-Сервейра

## История
Посёлок основан в 1257 году.

## Население
| Численность населения муниципалитета по годам | Численность населения муниципалитета по годам | Численность населения муниципалитета по годам | Численность населения муниципалитета по годам | Численность населения муниципалитета по годам | Численность населения муниципалитета по годам | Численность населения муниципалитета по годам | Численность населения муниципалитета по годам | Численность населения муниципалитета по годам |
| --------------------------------------------- | --------------------------------------------- | --------------------------------------------- | --------------------------------------------- | --------------------------------------------- | --------------------------------------------- | --------------------------------------------- | --------------------------------------------- | --------------------------------------------- |
| 1801                                          | 1849                                          | 1900                                          | 1930                                          | 1960                                          | 1981                                          | 1991                                          | 2001                                          | 2004                                          |
| 8963                                          | 10 618                                        | 13 091                                        | 14 412                                        | 14 886                                        | 11 311                                        | 10 442                                        | 9571                                          | 9409                                          |

## Состав муниципалитета
В муниципалитет входят следующие районы:
| - Агуалонга - Бику - Каштаньейра - Коссораду - Кора - Криштелу - Кунья - Феррейра - Формариш - Инфешта - Инсалде | - Линьяреш - Мозелуш - Падорнелу - Парада - Паредеш-де-Кора - Поррейраш - Резенде - Ромаригайнш - Рубиайнш - Вашкойнш |